# ТЭЦ Марцель
ТЭЦ Марцель — теплоэлектроцентраль на юге Польши, расположенная примерно в сорока километрах к юго-западу от Катовиц.
В 1858 году в Радлине появилась шахта «Эмма», которая в конце 1940-х годов была переименована в «Марцель» в честь коммунистического активиста. С 1908 года шахта имела свою собственную электростанцию, которая начала работу с одной турбиной AEG мощностью 0,5 МВт. В следующем году была запущена еще одна такая же турбина, а в 1911 и 1913 годах были введены в эксплуатацию две турбины мощностью 3,2 МВт и 4,5 МВт соответственно (все они были поставлены AEG). Имея мощность в 8,7 МВт, электростанция обеспечивала потребности не только шахты «Эмма», но и другой шахты «Ример» и городов Рыбник и Рацибуж. В 1917 году была запущена турбина № 5 мощностью 5,6 МВт, а в 1921 году центральная котельная достигла полной проектной мощности, имея 20 решетчатых угольных котлов.
В межвоенный период из-за естественного износа были выведены из эксплуатации самые старые турбогенераторы мощностью 0,5 МВт, один из которых был передан техническому университету города Краков как музейный экспонат. Кроме того, в 1934 году в результате аварии был полностью утерян турбоагрегат № 5. Что касается агрегатов № 3 и № 4, то они пережили Вторую мировую войну и были выведены из эксплуатации только в 1958 и 1966 годах соответственно.
Еще до начала Второй мировой войны начались работы по расширению станции, для которой была приобретена теплофикационная турбина AEG мощностью 15 МВт. Однако ее монтаж был завершен только в 1941 году во время немецкой оккупации. Немцы также взялись за свой проект расширения и успели завершить строительство новой котельной, но запустить здесь четыре паровых котла VKW 75 удалось только в следующем десятилетии. Тогда же, в 1956 году, была запущена произведенная в Чехии турбина CKD мощностью 22 МВт.
С 1994 года котлы № 3 и № 4 начали использовать коксовый газ, который поступает с Радлинского КХЗ.
В 1995 году на станции частично собрали еще один агрегат с турбиной CKD PR-10 мощностью 10 МВт, но этот проект из-за нехватки средств так и не был завершен.
С 1998 года ТЭЦ работает отдельно от комплекса шахты.